# Albireo (Schiff, 1957)
Die Albireo war ein Frachtschiff.

## Geschichte
Das Schiff wurde 1957 unter der Baunummer 834 auf der Seebeckwerft in Bremerhaven für die Argo Reederei R. Adler & Söhne in Bremen gebaut. Es absolvierte am 18. Dezember 1957 seine erste Probefahrt. Das Schwesterschiff Alphard, das bei Lürssen gebaut worden war, stammte aus demselben Jahr.
Ab 1971 fuhr die Albireo mit Heimathafen Chios unter griechischer Flagge. Eigner war nun die Panoceanica Galante SA. Das Schiff wurde 1976 von der griechischen Bahia Blanca Cia. Nav. S.A. übernommen und mit Heimathafen Piräus registriert.
Die Albireo, die nie umgetauft wurde, trug die IMO-Nummer 5008813. Der Motor mit 3.360 PS ermöglichte eine Geschwindigkeit von 13,5 Knoten.
Das Frachtschiff besaß auch eine Passagierkabine. 1967 reiste Hanns-Josef Ortheil mit seinem Vater auf der Albireo von Antwerpen nach Istanbul; die Fahrt ist in seinem Roman Die Mittelmeerreise beschrieben.
Am 28. Juli 1977 strandete das Schiff auf der Reise von Hamburg nach Istanbul, konnte aber geborgen und wieder flottgemacht werden. Am 31. Januar 1979 ereignete sich auf der Fahrt von Sundsvall nach Whampoa offenbar eine Explosion auf der Albireo. Das Schiff geriet in Brand und sank im Perlfluss bei La Sa Wei. 17 Personen kamen dabei ums Leben.